# Nexterday
Nexterday è il settimo ed'ultimo  album di Ric Ocasek, pubblicato nel 2005 dall'etichetta discografica Sanctuary Records.

## Tracce
Testi e musiche di Ric Ocasek.
1. Crackpot - 3:25
2. Bottom Dollar - 3:27
3. Don't Lose Me - 3:44
4. In a Little Bit - 2:52
5. Silver - 4:28
6. Come On - 3:35
7. I'm Thinking - 3:28
8. Carousel - 3:22
9. Heard About You - 3:35
10. Please Don't Let Me Down - 4:16
11. It Gets Crazy - 4:14

## Formazione
- Ric Ocasek: voce, chitarra, tastiera
- Greg Hawkes: tastiere, chitarra acustica
- Roger Greenawalt: chitarra
- Darryl Jenifer: basso
- Rob Joanise: batteria
- Stephen George:  batteria elettronica